# Saxby Range
Saxby Range är en bergskedja i Antarktis. Den ligger i Östantarktis. Nya Zeeland gör anspråk på området.
Saxby Range sträcker sig 45 kilometer i sydostlig-nordvästlig riktning. Den högsta toppen är Latino Peak, 2 290 meter över havet.
Topografiskt ingår följande toppar i Saxby Range:
- Evans Ridge
- Latino Peak